# Richard F. Pettigrew
Pour les articles homonymes, voir Pettigrew.
Richard Franklin Pettigrew (23 juillet 1848 – 5 octobre 1926) est un avocat, expert, promoteur immobilier et homme politique américain. Membre du Parti républicain, il fut délégué à la Chambre des représentants des États-Unis pour le territoire du Dakota de 1881 à 1883, puis sénateur du Dakota du Sud de 1889 à 1901.

## Biographie
Pettigrew est né à Ludlow au Vermont. Il s'installe avec ses parents en 1854 dans le comté de Rock, au Wisconsin. Il a étudié le droit à l'Université du Wisconsin en 1867. 
Pettigrew s'installe à Sioux Falls, où il pratique le droit et exerce la fonction d'arpenteur et promoteur immobilier. Il était membre de la Chambre des représentants territoriale et du conseil territorial. Il fut élu républicain à la Chambre des représentants des États-Unis en 1881-1883. Candidat malheureux à sa réélection en 1882, il retourne au conseil territorial de 1885 à 1889.
Lorsque le Dakota du Sud a été admis en tant qu'État, Pettigrew a été premier élu du Dakota du Sud au Sénat des États-Unis. Il a servi du 2 novembre 1889 au 4 mars 1901. Il est un candidat malheureux pour la réélection de 1901. Pettigrew s'opposa fermement au Président William McKinley lors de l'annexion de la République d'Hawaï. Dans un discours du Congrès, il déclara :

« Le drapeau américain est monté sur Hawaï dans le déshonneur ; il est redescendu en l'honneur, et s'il remonte maintenant il va monter dans l'infamie et la honte et ce gouvernement rejoindra les nations prédatrices du monde. »

En 1917, alors qu'il était interviewé par un journaliste, Pettigrew indiqua qu'à son avis la Première Guerre mondiale était destinée à renforcer le système capitaliste qui avantageait toujours les plus riches, et il exhorta les jeunes hommes à se soustraire au service militaire. Le procureur local des États-Unis obtint une mise en accusation de l'ex-sénateur en se basant sur l'Espionage Act of 1917. C'était la même accusation pour laquelle le dirigeant socialiste Eugene Victor Debs purgeait une peine de prison fédérale de dix ans. 
Pettigrew réunit une solide équipe d'avocat dirigée par son ami personnel, l'éminent Clarence Darrow. Le procès fut reporté à plusieurs reprises, et finalement l'accusation portée contre lui a été abandonnée.
Pettigrew a fait afficher le document officiel d'inculpation en évidence chez lui, à côté d'une copie encadrée de la Déclaration d'indépendance des États-Unis, où il figure encore aujourd'hui de la Pettigrew House & Museum.

## Source
- (en) Cet article est partiellement ou en totalité issu de l’article de Wikipédia en anglais intitulé « Richard F. Pettigrew » (voir la liste des auteurs).